# Alejandro Guzmán (futbolista)
Alejandro Guzmán Magallanes (Chorrillos, Perú, 11 de enero de 1941), más conocido como Pele, fue un futbolista peruano que jugaba como delantero.

## Selección nacional
Fue internacional con la selección de fútbol de Perú en 2 ocasiones. Alejandro Guzmán participó de la selección juvenil que clasificó a los Juegos Olímpicos de Roma 1960.

### Participaciones en Juegos Olímpicos
| Juegos Olímpicos              | Sede   | Resultado    |
| ----------------------------- | ------ | ------------ |
| Juegos Olímpicos de Roma 1960 | Italia | Primera fase |

## Clubes
| Club                      | País | Año       |
| ------------------------- | ---- | --------- |
| Universitario de Deportes | Perú | 1959-1968 |
| Porvenir Miraflores       | Perú | 1969      |
| Sporting Cristal          | Perú | 1970-1971 |
| Carlos A. Mannucci        | Perú | 1972-1973 |

## Estadísticas
Datos actualizados al fin de la carrera deportiva.
| Universitario de Deportes · Perú |               |               |     |    |    |    |    |     |      |      |      |
| 1.ª |               |               |     |    |    |    |    |     |      |      |      |
| 1960 | 2             | 0             | 3   | 1  | -  | -  | 5  | 1   | 0,39 |      |      |
| 1961 | 16            | 4             | 5   | 2  | -  | -  | 21 | 6   | 0,78 |      |      |
| 1962 | 17            | 10            | 2   | 2  | -  | -  | 19 | 10  | 0,40 |      |      |
| 1963 | 18            | 13            | 4   | 0  | -  | -  | 22 | 13  | 0,40 |      |      |
| 1964 | 22            | 10            | -   | -  | -  | -  | 22 | 10  | 0,40 |      |      |
| 1965 | 21            | 3             | -   | -  | 4  | 1  | 25 | 4   | 0,40 |      |      |
| 1966 | 19            | 8             | -   | -  | 5  | 0  | 24 | 8   | 0,40 |      |      |
| 1967 | 19            | 2             | -   | -  | 4  | 1  | 23 | 6   | 0,40 |      |      |
| 1968 | 19            | 3             | -   | -  | -  | -  | 19 | 3   | 0,40 |      |      |
| Total club | Total club    | 154           | 53  | 14 | 5  | 13 | 2  | 181 | 60   | 0,52 |      |
| Porvenir Miraflores · Perú |               |               |     |    |    |    |    |     |      |      |      |
| 1.ª |               |               |     |    |    |    |    |     |      |      |      |
| 1969 | 27            | 13            | -   | -  | -  | -  | 27 | 13  | 0,00 |      |      |
| Total club | Total club    | 27            | 13  | 0  | 0  | 0  | 0  | 27  | 13   | 0,43 |      |
| Sporting Cristal · Perú |               |               |     |    |    |    |    |     |      |      |      |
| 1.ª |               |               |     |    |    |    |    |     |      |      |      |
| 1970 | 11            | 0             | -   | -  | -  | -  | 11 | 0   | 0,00 |      |      |
| 1971 | 13            | 2             | -   | -  | 2  | 0  | 15 | 2   | 0,35 |      |      |
| Total club | Total club    | 24            | 2   | 0  | 0  | 0  | 0  | 26  | 2    | 0,43 |      |
| Carlos A. Mannucci · Perú |               |               |     |    |    |    |    |     |      |      |      |
| 1.ª |               |               |     |    |    |    |    |     |      |      |      |
| 1972 | 20            | 9             | -   | -  | -  | -  | 20 | 9   | 0,00 |      |      |
| 1973 | 6             | 0             | -   | -  | 2  | 0  | 8  | 0   | 0,35 |      |      |
| Total club | Total club    | 28            | 9   | 0  | 0  | 0  | 0  | 28  | 9    | 0,43 |      |
| Total carrera | Total carrera | Total carrera | 233 | 77 | 14 | 5  | 13 | 2   | 260  | 83   | 0,42 |
| (1) Incluye datos de la Copa Presidente de la República (1970). (2) Incluye datos de la Copa Libertadores (1972 y 1976). (3) No incluye goles en partidos amistosos. |               |               |     |    |    |    |    |     |      |      |      |

## Palmarés

### Campeonatos nacionales
| Título           | Club             | País | Año  |
| ---------------- | ---------------- | ---- | ---- |
| Primera División | Universitario    | Perú | 1959 |
| Primera División | Universitario    | Perú | 1960 |
| Primera División | Universitario    | Perú | 1964 |
| Primera División | Universitario    | Perú | 1966 |
| Primera División | Universitario    | Perú | 1967 |
| Primera División | Sporting Cristal | Perú | 1970 |